# Westron

De acordo com en, Tolkien criou partes da Terra Média para resolver o quebra-cabeça linguístico que ele acidentalmente gerou ao usar três línguas europeias diferentes pseudotraduzidas para representar as línguas dos povos em seu legendário.

O Westron (chamado Adûni ou Sôval Phârë, que significa "Fala Comum" em Westron) é uma língua construída que, supostamente, era a Fala Comum usada no mundo de J. R. R. Tolkien, a Terra Média, durante a Terceira Era, na época de O Senhor dos Anéis. Essa língua teria se desenvolvido a partir do Adûnaic, a antiga língua de Númenor. Na prática, no romance, o Westron é quase sempre representado pelo inglês moderno, em um processo de pseudotradução [en] que também representa o Rohirric pelo Inglês Antigo. Esse processo permitiu que Tolkien não precisasse desenvolver o Westron ou o Rohirric em detalhes. Nos Apêndices do romance, Tolkien fornece alguns exemplos de palavras em Westron.

## Contexto
Desde os tempos de escola, J. R. R. Tolkien era, nas palavras de seu biógrafo John Garth [en], "entusiasmado por filologia"; seu colega de escola Rob Gilson o considerava "uma grande autoridade em etimologia". Tolkien era um filólogo profissional, especialista em linguística comparativa e histórica. Ele tinha conhecimento especial sobre o Inglês Antigo e línguas relacionadas. Em uma carta ao poeta e crítico do The New York Times, Harvey Breit [en], Tolkien afirmou que "sou um filólogo, e todo o meu trabalho é filológico"; ele explicou à sua editora americana Houghton Mifflin que isso significava que seu trabalho era "coerente e fundamentalmente linguístico em sua inspiração. ... A invenção de línguas é a base. As 'histórias' foram criadas mais para proporcionar um mundo para as línguas do que o contrário. Para mim, o nome vem primeiro, e a história segue."
Tolkien criou uma grande família de  línguas élficas, sendo as mais conhecidas e desenvolvidas o Quenya e o Sindarin. Além disso, ele esboçou as línguas dos Homens, como o Adûnaic, precursor do Westron, e o Rohirric; a língua dos Anães, Khuzdul; a língua dos Ents; e a Língua Negra dos Orcs.

## Mapeamento linguístico
Ao escrever O Senhor dos Anéis (1954–55), uma sequência de O Hobbit (1937), Tolkien desenvolveu o recurso literário de usar línguas reais para "traduzir" línguas fictícias. Ele fingiu que não havia composto o livro, mas que o traduziu do Westron (chamado Adûni ou Sôval Phârë, "Fala Comum") para o inglês. O objetivo era explicar por que a Fala Comum é quase inteiramente representada pelo inglês no romance. Esse recurso de representar uma língua imaginária com uma língua real foi ampliado ao representar:
- o Rohirric, a língua de Rohan (relacionada ao Westron), pelo dialeto mércio [en] do Inglês Antigo;[1]
- nomes na língua de Dale por formas do Nórdico Antigo;[1]
- nomes do  Reino de Rhovanion por formas do Gótico, mapeando assim a relação genética de suas línguas fictícias às relações históricas das línguas germânicas.[1]

Esse recurso de mapeamento linguístico foi uma solução para os problemas que Tolkien criou ao usar nomes reais em Nórdico Antigo para os Anães em O Hobbit, em vez de inventar novos nomes em Khuzdul, a língua dos Anães. Essa abordagem foi considerada inteligente, pois permitiu explicar o uso do inglês moderno como representação do Westron. Por causa disso, Tolkien não precisou desenvolver a gramática ou o vocabulário do Westron em detalhes.

O mapeamento do Inglês Antigo para o inglês moderno é semelhante ao mapeamento do Rohirric para o Westron, e Tolkien usa as duas línguas germânicas para representar as duas línguas da Terra Média. Além disso, Tolkien utiliza nomes em Gótico para os primeiros líderes dos Homens do Norte de Rhovanion, ancestrais de Rohan.

Tolkien foi além, utilizando nomes em Gótico para os primeiros líderes dos Homens do Norte de  Rhovanion, ancestrais de Rohan, e para os primeiros reis de Rohan. O Gótico era uma língua germânica oriental, e, como tal, é um precursor do Inglês Antigo, mas não um ancestral direto. Christopher Tolkien sugere que seu pai pretendia que a correspondência entre as famílias linguísticas se estendesse à língua ancestral dos Homens do Norte.
| Reino                        | Nome do líder | Etimologia                            | Significado           | "Traduzido de" |
| ---------------------------- | ------------- | ------------------------------------- | --------------------- | -------------- |
| Homens do Norte de Rhovanion | Vidugavia     | Latinizado [en] de Gótico widu, gauja | Habitante da floresta | (Pré-Rohirric) |
| Homens do Norte de Rhovanion | Marhwini      | Gótico marh, wini                     | Amigo dos cavalos     | (Pré-Rohirric) |
| Rohan [en]                   | Folcwine      | Inglês Antigo folc, winë              | Amigo do povo         | Rohirric       |
| Rohan                        | Éowyn         | Inglês Antigo eo[h], wyn              | Alegria dos cavalos   | Rohirric       |

## Língua
O Westron (também chamado de Adûni) supostamente se desenvolveu a partir do Adûnaic, a antiga língua de Númenor. Tornou-se a língua franca para todos os povos da Terra Média: Tolkien fornece alguns exemplos de palavras em Westron no Apêndice F de O Senhor dos Anéis, onde resume a origem e o papel do Westron como língua franca na Terra Média:
| “ | A língua representada nesta história pelo inglês era o Westron ou 'Fala Comum' das Terras do Oeste da Terra-média na Terceira Era. No decorrer dessa era, ela se tornou a língua nativa de quase todos os povos falantes (exceto os Elfos) que habitavam os limites dos antigos reinos de Arnor e Gondor ... Na época da Guerra do Anel, no final da era, esses ainda eram seus limites como língua nativa. | ” |

Ele explica ainda que:
| “ | os Númenorianos mantinham ... portos nas costas ocidentais da Terra-média para auxiliar seus navios; e um dos principais era em Pelargir, perto das Fozes do Anduin. Lá, o Adûnaic era falado, e, misturado com muitas palavras das línguas de homens inferiores, tornou-se uma Fala Comum que se espalhou ao longo das costas entre todos que tinham relações com o Ocidente. | ” |

Tolkien fornece alguns nomes em Westron, afirmando que Karningul era a tradução do élfico Imladris, Valfenda, enquanto Sûza era o Westron para o Condado. Os sobrenomes hobbits Took e Boffin foram "anglicizados" de Tûk e Bophîn em Westron. A forma original de Brandybuck era Zaragamba, "Velho-buck", de zara, "velho", e gamba, "buck". Ele explica que Sam[wise] e Ham[fast] "eram realmente chamados Ban e Ran", abreviações de Banazîr e Ranugad em Westron. Tolkien afirma que esses eram apelidos, significando "meio sábio, simples" e "fique-em-casa", que ele escolheu representar por nomes em inglês, do Inglês Antigo samwís e hámfoest, com significados equivalentes. Nick Groom [en] afirma que Sûza, Banazîr e o Westron para o sobrenome de Sam, "Gamgee", Galbasi, são todos derivados do Gótico, um precursor do Inglês Antigo, adicionando uma camada adicional de complexidade linguística à pseudotradução.
A palavra Hobbit, que a persona fictícia de Tolkien [en], o narrador dos apêndices, admite ser "uma invenção", poderia, ele explica, ser facilmente uma forma desgastada do Inglês Antigo holbytla, "morador de buraco". Isso corresponde à forma dialetal em Westron kuduk, usada em Bree e no Condado, que o narrador supõe ser provavelmente uma forma desgastada da palavra kûd-dûkan, com o mesmo significado, afirmando que Merry ouviu o Rei  Théoden de Rohan usar esse nome para Hobbit.

### J. R. R. Tolkien
1. ↑  (Carpenter 2023, #165 para Houghton Mifflin, 30 de junho de 1955)
2. ↑  (Carpenter 2023, #176 para Naomi Mitchison, 8 de dezembro de 1955)
3. 1 2 3 4 5 6 7 8  (Tolkien 1955, Apêndice F)
4. ↑  Tolkien, J. R. R. (2007). «Words, Phrases and Passages in Various Tongues in 'The Lord of the Rings'» [Palavras, Frases e Passagens em Várias Línguas em 'O Senhor dos Anéis']. Parma Eldalamberon (17): 11–12
5. ↑  (Tolkien 2001, p. 8)
6. 1 2 3 4  (Tolkien 1980, p. 311)
7. ↑  (Tolkien 1955, Apêndice A: Anais dos Reis e Governantes, II: A Casa de Eorl)
8. ↑  (Tolkien 1992, pp. 241, 247–250, 413–440)

- Carpenter, Humphrey (2023). The Letters of J. R. R. Tolkien [As Cartas de J. R. R. Tolkien]. Londres: HarperCollins. ISBN 978-0008628826
- Tolkien, J. R. R. (1955). The Lord of the Rings: The Return of the King [O Senhor dos Anéis: O Retorno do Rei]. Londres: George Allen & Unwin. ISBN 978-0048230874
- Tolkien, J. R. R. (1980). Unfinished Tales [Contos Inacabados]. Boston: Houghton Mifflin. ISBN 978-0-395-29917-3
- Tolkien, J. R. R. (1992). Sauron Defeated [Souron Derrotado]. Londres: HarperCollins. ISBN 0-395-60649-7
- Tolkien, J. R. R. (2001).  Hostetter, Carl F., ed. «The Rivers and Beacon-hills of Gondor» [Os rios e as colinas de Gondor]. Vinyar Tengwar (42)